# Manabu Ikeda
Manabu Ikeda (jap. 池田 学 Ikeda Manabu; ur. 3 lipca 1980) – japoński piłkarz występujący na pozycji obrońcy.

## Kariera klubowa
Od 1999 do 2004 roku występował w klubach Urawa Reds i Shonan Bellmare.